# تاكسي الغرام (فلم)
تاكسي الغرام هو فيلم مصري أبيض وأسود تم عرضه في 4 يناير 1954، من تأليف أبو السعود الإبياري ومن إخراج نيازي مصطفى وبطولة عبد العزيز محمود وهدى سلطان وتصل مدة عرضه 114 دقيقة.

## شخصيات الفيلم
- هدى سلطان
- عبد العزيز محمود
- محمود المليجي
- حسن فايق
- زينات صدقي
- السيد بدير
- عبد السلام النابلسي
- سعيد أبو بكر

## فريق العمل
- إخراج : نيازي مصطفى
- إنتاج : أفلام عبد العزيز محمود
- قصة وحوار : أبو السعود الإبياري
- سيناريو : نيازي مصطفى
- أغاني : أبو السعود الإبياري
- مدير التصوير : عبد العزيز فهمي
- مساعد إخراج : شريف حمودة
- تم التصوير في استديو مصر
- تم الطبع والتحميض في معامل استديو مصر